# Tetragonia sphaerocarpa
Tetragonia sphaerocarpa är en isörtsväxtart som beskrevs av Robert Stephen Adamson. Tetragonia sphaerocarpa ingår i släktet tetragonior, och familjen isörtsväxter. Inga underarter finns listade i Catalogue of Life.